# Enispe tesselata
Enispe tesselata är en fjärilsart som beskrevs av Moore 1883. Enispe tesselata ingår i släktet Enispe och familjen praktfjärilar. Inga underarter finns listade i Catalogue of Life.